# Терновская городская община
Терновская городская община (укр. Тернівська міська громада) — территориальная община на Украине, в Павлоградском районе Днепропетровской области. Административный центр в городе Терновка.

## Общие сведения
Площадь территории общины — 14,3 км², население общины — 27 650 человек, из них: городское — 27635 человек, сельское — 15 человек (2020 г.).

## История
Образована в 2020 году согласно распоряжению Кабинета Министров Украины № 709-р от 12 июня 2020 года «Об определении административных центров и утверждении территориальных общин Днепропетровской области». Включила в себя территорию и населенные пункты Терновского городского совета Днепропетровской области.

## Населённые пункты
В состав общины вошли город Терновка и село Зеленая Долина.